# Adrados (Boñar)
Adrados es una localidad española del municipio de Boñar, perteneciente a la provincia de León, en la comunidad autónoma de Castilla y León.

## Geografía

### Ubicación
| Noroeste: Cerecedo | Norte: Cerecedo     | Noreste: Vozmediano |
| Oeste: Boñar       | Rosa de los vientos | Este: Vozmediano    |
| Suroeste Boñar     | Sur: Voznuevo       | Sureste: Grandoso   |

## Historia
Hacia mediados del siglo XIX, el lugar, ya por entonces perteneciente a Boñar, tenía contabilizada una población de 94 habitantes. Aparece descrito en el primer volumen del Diccionario geográfico-estadístico-histórico de España y sus posesiones de Ultramar de Pascual Madoz con las siguientes palabras:

ADRADOS: l. en la prov. y dióc. de Leon (7 1/2 leg.), part. jud. de La Vecilla (4 1/2) y ayunt. de Bonar (V.). Sit. en la ladera S. de una elevada montaña inmediata á los montes de Pardomino: su clima es frio, pero sano. La igl. parr. está servida por un cura propio, cuya presentacion alternaba entre el conc. de Boñar y marquesado de Toral: el alc. que tenia antes de unirse al citado ayunt. le nombraba el Abad del conv. de Bernardos de Valde Dios en Asturias. Su term. se estiende á 1 1/2 leg. de E. á O. y á 3/4 de N. á S., confinando por N. con el de Cerecedo y línea divisoria del part. de Riaño, por E. Vozmediano, por S. Voznuevo y por O. Boñar, 3/4 leg.; le baña por S. con direccion á O. el arroyo Arbejal, con cuyas aguas y las de varios manantiales, obtienen riego muchos prados y alguna tierra de cultivo: el terreno en lo general es montuoso, cubierto de arbolado y maleza; hay no obstante unas 300 fan. de tierra de mas que mediana calidad. Prod. trigo, centeno, cebada, lino, legumbres y algunas frutas y hortalizas; cria ganado lanar, cabrio, vacuno y algo de cerda; tiene leña abundante y alguna madera de roble y haya. Pobl. 18 vec.: 94 alm. Contr. con su ayunt. (V.)
(Madoz, 1845, p. 97)

## Demografía
En 2023, la entidad singular de población tenía empadronados dieciséis habitantes y el núcleo de población, también dieciséis.
| Gráfica de evolución demográfica de Adrados entre 2000 y 2021      |
|                                                                    |
| Población de derecho (2000-2016) según el padrón municipal del INE |